# Augustus Welby Northmore Pugin

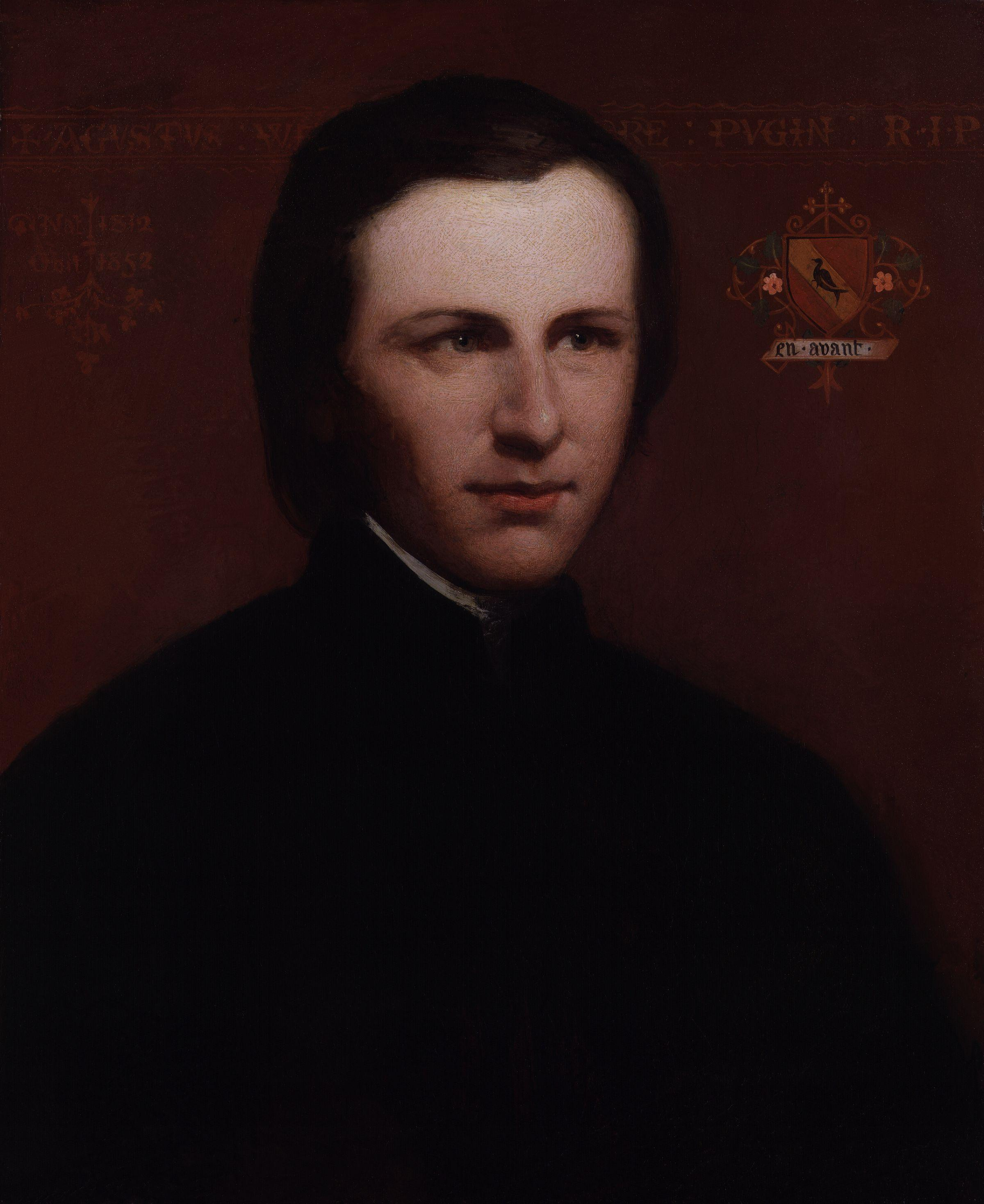
Anonimo, Augustus Welby Northmore Pugin (1840 circa); olio su tela, 61,3×50,8 cm, National Portrait Gallery, Londra

Augustus Welby Northmore Pugin (Londra, 1º marzo 1812 – Ramsgate, 14 settembre 1852) è stato un architetto e designer inglese, tra i principali fautori dello stile neogotico.

## Biografia
Augustus Welby Northmore Pugin nacque il 1º marzo 1812 a Londra. Il padre era Augustus Charles Pugin, un aristocratico francese di origine svizzera friburghese che, stabilitosi a Londra nel 1792, aveva raggiunto la fama lavorando al servizio del celebre architetto John Nash e pubblicando una serie di opere letterarie sull'architettura gotica, come gli Specimens of Gothic Architecture [Esempi di architettura gotica]. Alla redazione del secondo tomo di quest'ultima pubblicazione contribuì anche il giovane Augustus Welby con una serie di disegni.
In gioventù il giovane Pugin ricevette una severa educazione ispirata alla solida tradizione religiosa coltivata dalla madre, una donna inglese di confessione protestante riformata. Maturando un naturale disprezzo verso la Chiesa d'Inghilterra, vista come autoritaria e oscurantista, egli preferì accostarsi al mestiere paterno, intraprendendo gli studi artistici e grafici e rivelando un singolare talento. Bambino prodigio, a soli nove anni progettò la sua prima chiesa e meno che ventenne vinse il concorso per progettare gli interni e gli arredi del castello di Windsor, residenza della casa reale britannica. Nel frattempo si recò spesso in Francia con il padre, e lì vide con i propri occhi le maestose cattedrali gotiche francesi, che lasciarono un'impronta profonda sulla sua fantasia.
Ebbe così inizio la sua lunga e feconda carriera da architetto, liberamente alternata con quella di teorico e scrittore. Negli esordi si dedicò prevalentemente al disegno di scenografie teatrali e si diede a una vita sregolata e gaudente, frequentando il mondo piuttosto promiscuo degli attori e delle attrici londinesi. Come ci riporta la biografa Rosemary Hill, Pugin condusse questo stile di vita sino al 1834, quando - essendosi in lui acuita l'antipatia per la chiesa anglicana - si convertì al cattolicesimo, del quale apprezzava l'architettura e l'arte. Pugin avrebbe poi affermato:
(Augustus Welby Northmore Pugin)

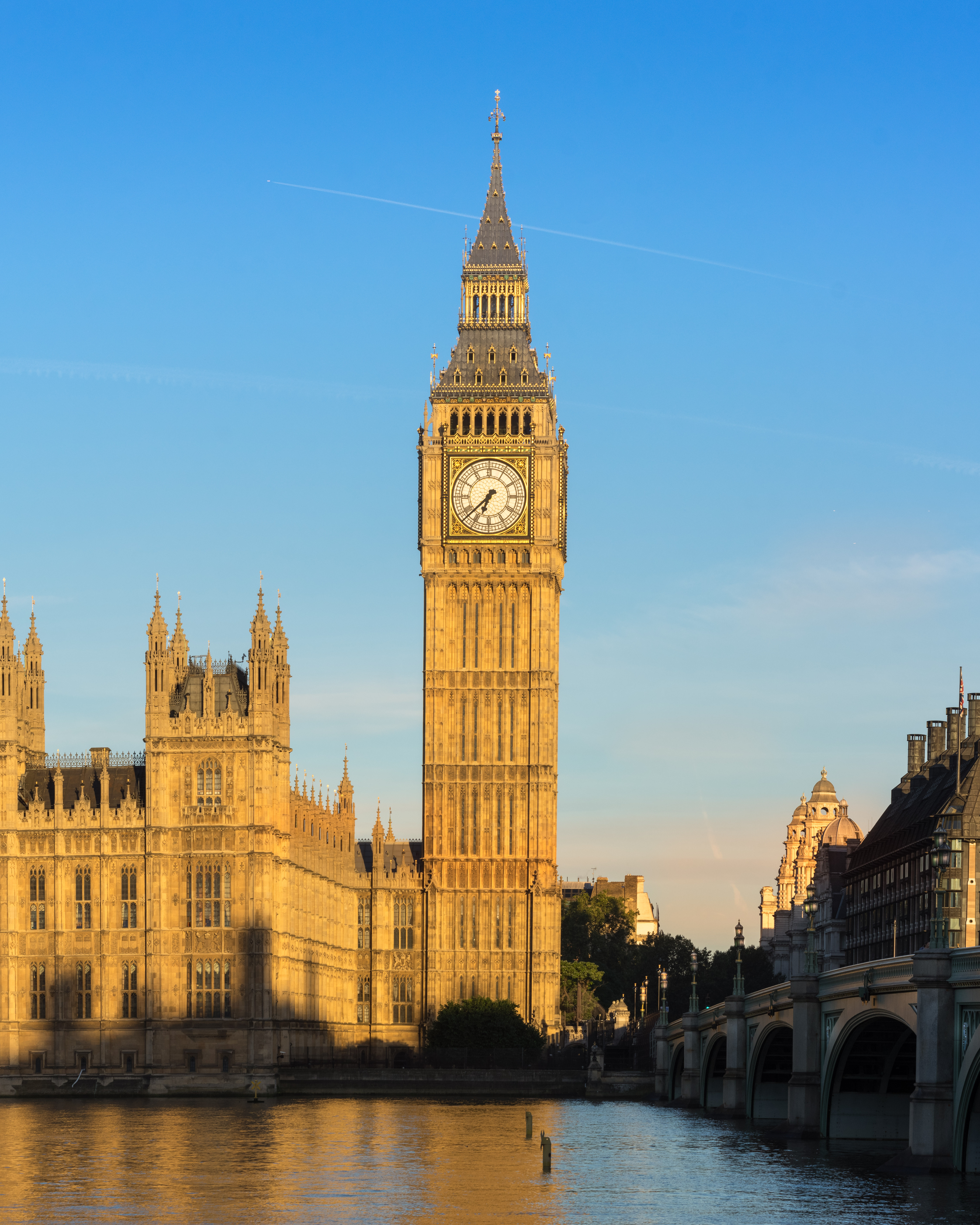
Il Big Ben, l'opera più significativa e conosciuta di Augustus Pugin

Volendo rianimare la Chiesa Inglese, oppressa dal Protestantesimo, Pugin progettò - perlopiù a proprie spese - un cospicuo numero di chiese in stile gotico medievale: tra gli edifici di culto costruiti da Pugin si ricordano in particolare St. Mary a Derby (1838-1839) Saint Giles a Cheadle (1839-1844), la cattedrale di Nottingham (1842-1844) e Saint Augustine a Ramsgate (1846-1851). Suoi sono anche il restauro di Albury Park e il progetto di una casa d’artista a Saint Marie Grange, nel Wiltshire.
Assai più significativa, tuttavia, è la sua opera di trattatista. Nel 1836, infatti, pubblicò la prima edizione dei Contrasts, opera in cui si schierò a favore di una riabilitazione dell'arte gotica nella prospettiva di un gothic revival: ne parleremo più approfonditamente nel paragrafo Teorie architettoniche. Altra opera alla quale il nome di Pugin è indissolubilmente legato, infine, sono il Parlamento di Westminster e per la relativa torre, il «Big Ben». Nel 1834, infatti, il vecchio palazzo di Westminster andò distrutto in un incendio, e fu pertanto bandito un concorso per la sua ricostruzione poi vinto da Charles Barry, un architetto più anziano ben introdotto nel mondo politico e protestante. Pugin, ben sapendo che la sua vocazione cattolica non gli avrebbe mai consentito di risultare il vincitore del concorso, preferì collaborare con il Barry. Questo sodalizio fu effettivamente assai fruttuoso, anche se ancora oggi sussistono molte controversie sugli effettivi meriti dei due architetti: se a Barry dobbiamo l'idea generale del palazzo, Pugin è stato certamente l'ideatore degli arredi e dei due massicci torrioni d'angolo, la Victoria Tower e la Elisabeth Tower (Big Ben), oggi assurto a simbolo della capitale britannica.
L'intensa attività progettuale condotta da Pugin per il palazzo di Westminster fece sì che si manifestassero i primi sintomi di un esaurimento fisico e psichico che portò l'architetto al ricovero. Al suo tracollo contribuirono la sua abitudine di svegliarsi prestissimo e lavorare moltissimo e, soprattutto, la sua burrascosa vita sentimentale. Pugin, infatti, fu tre volte sposato e due volte vedovo (le sue tre mogli furono Anne Garnet, Louisa Button e Jane Knill) e soffrì molto quando la donna della quale si era perdutamente invaghito, Mary Amherst, non lo sposò siccome non era nobile e - malgrado la tenera intimità che si era formata tra di loro - preferì entrare in convento. Pugin, infine, morì il 14 settembre 1852 a Ramsgate, nel Kent.

## Teorie architettoniche
Augustus Welby Northmore Pugin è principalmente ricordato, oltre che per i suoi meriti costruttivi, per la sua opera di teorico con la quale diede nuovo impulso alla rivalutazione dell'arte gotica. La sua visione sull'architettura è magistralmente espressa nelle sue due opere principali, Contrasts: Or, A Parallel between the Noble Edifices of the Middle Ages, And Corresponding Buildings of the Present Day [Contrasti, o parallelo tra i nobili edifici del Medioevo e le corrispondenti costruzioni odierne] e The True Principles of Pointed or Christian Architecture [I veri principi dell'architettura cuspidata ovvero cristiana].

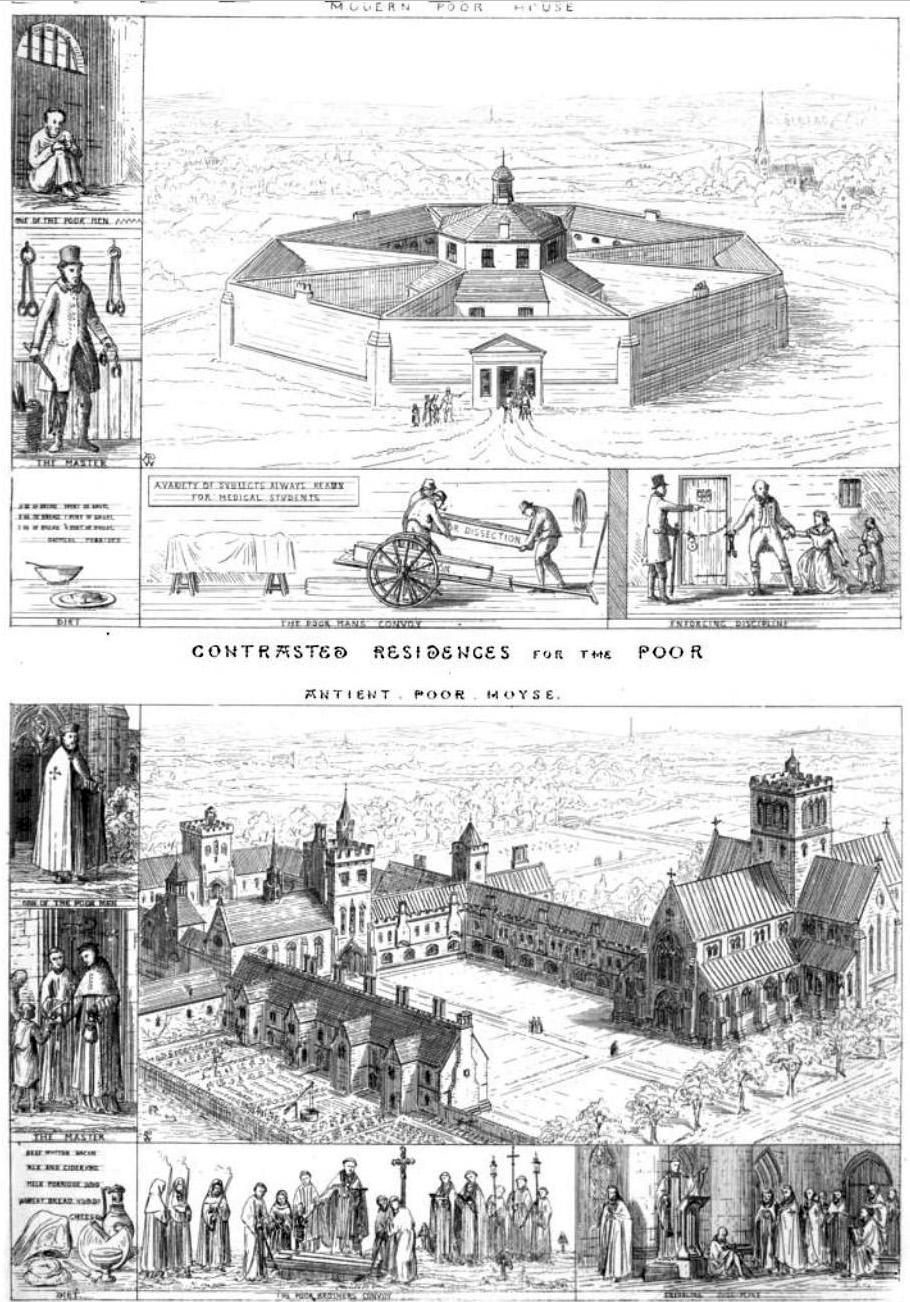
Incisione su legno, tratta dai Contrasts, in cui si comparano un ospizio medievale e uno dell'Ottocento

In queste due opere Pugin rifiuta l'imitazione del linguaggio architettonico classico, largamente impiegato nel corso del XVIII secolo. La tradizione architettonica del Classicismo e del Rinascimento è infatti interpretata da Pugin non come uno dei momenti più alti di un'evoluzione secolare, bensì come l'espressione di un decadimento generale iniziato proprio con la Riforma anglicana. Le cause di questo declino, in particolare, sono ascrivibili secondo l'architetto all'indebolimento del cattolicesimo sul duplice piano istituzionale e spirituale, e al «trionfo di idee nuove e degenerate sugli antichi sentimenti cattolici». Secondo Pugin, dunque, è solo restaurando la Chiesa Cattolica che si può raggiungere una nuova e prestigiosa forma di architettura, conforme a quella che prese forma tra i secoli XIII e XIV, considerati dall'architetto un'epoca di armonia sociale in netta contrapposizione con la società dell'Ottocento, oppressa dalla crescente industrializzazione e dai malesseri sociali. Questo contrasto è particolarmente visibile nei Contrasts, dove Pugin compara una città cattolica del Medioevo, contraddistinta da un fiorire di guglie e pinnacoli e da un tessuto urbano omogeneo, al suo ipotetico stato nel 1840, dove alla catholic town è subentrato un caotico agglomerato architettonico cinto da inquietanti ciminiere.
Il nuovo punto di riferimento, in particolare, non è più il repertorio estetico classico bensì l'architettura gotica. Secondo Pugin, infatti, con l'arte gotica si era compiuto qualcosa di straordinario, soprattutto dal punto di vista costruttivo: questo stile è infatti contraddistinto da contrafforti, pinnacoli, torrette, e altissime volte a crociera ogivali, tutti elementi architettonici dove i costruttori medievali hanno dato prova della loro abilità nello sfruttare le capacità costruttive offerte dalla pietra. Il Gotico, osservava Pugin, era l'unica tecnica costruttiva veramente inglese e rivalutare la sua originalità significava ammettere (come abbiamo già accennato) che il Medioevo era stato il momento culminante dello sviluppo culturale inglese, in pieno accordo con la sensibilità del Romanticismo. Ha così luce uno stile «neogotico» (dal greco nèos, nuovo) che - come sottolineato da Pugin - non si limitava a una sterile e pedissequa applicazione degli stilemi gotici, bensì significava riprendere il discorso intrapreso da tale stile dove la Riforma e il Rinascimento l'avevano interrotto. Questo processo poteva essere attuato anche non rispettando le tecniche costruttive medievali e impiegando le più moderne e razionali tecnologie edilizie: si trattava di un'ipotesi pienamente ammessa da Pugin.
La poetica di Pugin è contraddistinta da un ulteriore principio, che si potrebbe definire funzionalista: era opinione dell'architetto, infatti, che la bellezza di una costruzione si ottiene solo con «l'adeguamento dello scopo per cui si mira». Con quest'espressione Pugin intende dire che un edificio deve rispondere coerentemente alle sue esigenze pratiche: una costruzione, pertanto, si può dire «bella» solo quando rivela i motivi per i quali è stata creata, e quando i suoi fruitori sono in grado di comprendere tali motivi semplicemente guardandola. Questa posizione è accompagnata da una «teoria dell'ornamento» secondo cui gli ornamenti, nonostante il loro eventuale valore simbolico, debbono essere necessariamente semplificati e geometrizzati e al contempo rispecchiare lo scopo pratico per il quale è stato costruito il relativo edificio.